# Jack Brymer
Jack Brymer (ur. 27 stycznia 1915 w South Shields, zm. 15 września 2003 w Oxted) – brytyjski klarnecista i pedagog.

## Życiorys
Ukończył studia na Uniwersytecie Londyńskim. W czasie II wojny światowej służył w RAF. Był pierwszym klarnecistą Royal Philharmonic Orchestra (1947–1963), BBC Symphony Orchestra (1963–1972) i London Symphony Orchestra (1972–1986). Był współzałożycielem i klarnecistą zespołów Wigmore Ensemble, London Baroque Ensemble i Prometheus Ensemble, kierował też zespołem London Wind Soloists. Wykładał w Royal College of Music w Londynie (1950–1959), Royal Military School of Music (1969–1973) i Guildhall School of Music and Drama (od 1981). Oficer Orderu Imperium Brytyjskiego (1960).
W jego repertuarze znajdowały się utwory m.in. J.S. Bacha, Haydna, W.A. Mozarta i Beethovena. Występował z wieloma orkiestrami, a także jako solista, wykonując również repertuar jazzowy. Opublikował prace The Clarinet (1976) i In the Orchestra (1987) oraz autobiografię From Where I Sit (1979).